# Kis-Gyilkos-csatorna
A Kis-Gyilkos-csatorna a Jászságban ered, Jászberénytől északkeletre, Jász-Nagykun-Szolnok vármegyében. A csatorna forrásától kezdve délkeleti irányban halad, majd Jászberény északkeleti részénél éri el a Zagyvát. A csatornába torkollik a Gyilkos-ér.
A Kis-Gyilkos-csatorna vízgazdálkodási szempontból a Zagyva Vízgyűjtő-tervezési alegység működési területét képezi.

## Part menti települések
- Jászberény